# CD69
CD69 (ранний антиген активации T-лимфоцитов CD69) — мембранный белок, гликопротеин, относится к лектинам C типа, является ранним маркёром пролиферации лимфоцитов. Играет роль в воспалении.

## Структура
Белок CD69 относится к интегральным трансмембранным белкам, содержит 199 аминокислот. Молекулярная масса — 22,6 кДа. Внеклеточный фрагмент содержит лектиновый домен. Образует гомодимер, связанный дисульфидной связью. Кроме этого белок содержит три внутримолекулярных дисульфидных связи.

## Функции
Участвует в пролиферации лимфоцитов, функционирует как рецептор переноса сигнала в лимфоцитах, натуральных киллерах и тромбоцитах. Является самым ранним маркёром пролиферации лимфоцитов, что широко используется в иммунологических исследованиях и диагностике.

## Тканевая специфичность
Белок экспрессирован на поверхности активированных T- и B-лимфоцитов, натуральных киллеров, нейтрофилов, эозинофилов, эпидермальных клеток Лангерганса и тромбоцитов.